# Hadrokolos notialis
Hadrokolos notialis är en tvåvingeart som beskrevs av Martin 1967. Hadrokolos notialis ingår i släktet Hadrokolos och familjen rovflugor. Inga underarter finns listade i Catalogue of Life.